# 星尾獸
星尾獸（學名：Doedicurus）是屬於史前的雕齒獸科，生存於更新世至最後的冰河時期末，約11000年前。星尾獸是已知雕齒獸科最大的，身高達1.5米，整體長度約3.6米。牠有大而圓的甲殼，是由很多緊密的骨板組成，與現今的犰狳科相似。牠的尾巴由靈活的骨鞘包圍，只少雄性的尾巴末端有長棘。星尾獸長相酷似中生代的甲龍，但只是趨同演化，兩者完全是不同的物種並沒有親緣關係。星尾獸是更新世大型動物的一類。
星尾獸棲息在林地及草原，牠們是草食性的。由於星尾獸的視覺受到限制，相信牠們很難在看不見敵人的情況下揮動尾捧作出攻擊。另外，其甲殼上亦有發現與由尾巴肌肉接近的能量造成的傷害，所以相信牠的尾捧可能用作種內鬥爭而非抵抗獵食者。
星尾獸的甲殼是扣在盆骨上，但在肩膀上則是鬆開的。牠的前方布一個額外及細少的拱，相信是像駱駝的駝峰一樣用來儲存脂肪，作為乾旱季節的能量，並且提作為防禦的軟墊。
星尾獸的化石在北美洲及南美洲都有發現，尤其是在阿根廷。根據其最後出現的時間，牠們有可能被南美洲的原住民所捕獵。